# Sannäs
Sannäs is een plaats in de gemeente Tanum in het landschap Bohuslän en de provincie Västra Götalands län in Zweden. De plaats heeft 52 inwoners (2005) en een oppervlakte van 14 hectare.